# 차승민 (1979년)
차승민(1979년 2월 22일 ~ )은 대한민국의 배우이다. 2000년 SBS 9기 공채 탤런트를 통해 본격적 배우 경력을 시작하였다.

## 학력
- 청주대학교 (연극영화학과 98 / 학사)

## 출연 작품

### 드라마
- 1997년 KBS1 청소년드라마 《신세대 보고 - 어른들은 몰라요》
- 1997년 KBS1 대하드라마 《용의 눈물》
- 2000년 SBS 일일시트콤 《웬만해선 그들을 막을 수 없다》
- 2000년 SBS 일일시트콤 《순풍산부인과》
- 2000년 SBS 일일연속극 《당신은 누구시길래》
- 2000년 SBS 일요아침드라마 《달콤한 신부》
- 2000년 SBS 드라마스페셜 《불꽃》
- 2000년 SBS 일요아침드라마 《좋아 좋아》
- 2000년 SBS 일요드라마 《카이스트》
- 2000년 SBS 드라마스페셜 《팝콘》
- 2000년 SBS 청춘시트콤 《행진》
- 2000년 SBS 월화드라마 《도둑의 딸》
- 2000년 SBS 의학드라마 《메디컬 센터》
- 2000년 SBS 아침연속극 《사랑과 이별》
- 2000년 SBS 청춘시트콤 《골뱅이》
- 2000년 SBS 일일연속극 《자꾸만 보고싶네》
- 2000년 SBS 아침얀속극 《용서》
- 2000년 SBS 월화드라마 《천사의 분노》
- 2000년 SBS 드라마 스페셜 《여자만세》
- 2000년 SBS 미니시리즈 《루키》
- 2001년 SBS 드라마 스페셜 《순자》
- 2001년 SBS 대하드라마 《여인천하》
- 2001년 SBS 아침연속극 《이별 없는 아침》
- 2001년 SBS 주간시트콤 《허니허니》
- 2001년 SBS 주말극장 《아버지와 아들》
- 2001년 SBS 드라마스페셜 《수호천사》
- 2001년 SBS 단막극 《오픈드라마 남과여 - 우리도 같은 꿈을 꾸는 걸까?》
- 2001년 SBS 추석특집드라마 《엄마를 찾습니다》
- 2001년 SBS 일일연속극 《이 부부가 사는 법》
- 2002년 SBS 드라마스페셜 《지금은 연애중》
- 2002년 SBS 일일시트콤 《대박가족》
- 2002년 SBS 청춘시트콤 《레츠고》
- 2002년 SBS 청춘시트콤 《오렌지》
- 2003년 SBS 아침연속극 《당신 곁으로》
- 2003년 SBS 아침연속극 《이브의 화원》
- 2003년 SBS 주말극장 《백수탈출》
- 2003년 SBS 일일연속극 《연인》
- 2003년 SBS 주말극장 《애정만세》
- 2003년 SBS 일일연속극 《흥부네 박터졌네》
- 2004년 SBS 아침드라마 《청혼》
- 2004년 SBS 주말특별기획 《발리에서 생긴 일》
- 2004년 SBS 주말특별기획 《폭풍속으로》
- 2004년 SBS 주말극장 《작은 아씨들》
- 2004년 SBS 일일연속극 《소풍가는 여자》
- 2004년 SBS 대하드라마 《장길산》
- 2004년 SBS 주말특별기획 《파리의 연인》

### 영화
- 1997년 《산부인과》